# Freddy og monstrene
Freddy og monstrene er en børnebogserie udgivet mellem  1982 og 1988 af den danske forfatter Dennis Jürgensen.

## Handling
Freddy er en frisk dreng på 11 år og han er helt vild med en skræk-magasin ved navn SLIM (til hans forældres store frustration). En nat bliver han bortført af vampyren Grev Dracula og varulven Eddie, som tager ham med til voksmuseet Neanderslottet. Her møder Freddy en tidligere filmskuespiller, nemlig Frankenstein-uhyret ved navn Boris. Endvidere i slænget er også den hovedløse ridder Sir Arthur Fieldstein og den harmløse bøvsedrage Nitan (som elsker popcorn, men må døje med sure opstød da han tror, at han kan spise alt, der ligger i den voldgrav, hvori han gemmer sig). 
Til trods for deres berygtede ry er monstrene ganske venlige og harmløse, og Grev Dracula kan kun klare at drikke rød sodavand, fordi han har mavesår. Men de har et problem; deres ven, mumien Mummy, er et par nætter tidligere taget ind til byen for at besøge sin onkel, men Mummy er endnu ikke vendt tilbage. Derfor beder monstrene Freddy om hjælp til at finde deres bandageindbundne ven. Freddy accepterer med det samme og dermed er den mest utrolige tid i hans liv begyndt.
"Balladen om den forsvundne mumie" er den første bog i serien på 5 bøger. De 4 andre bøger hedder, i rækkefølge, "Brædder til Draculas kiste", "Bøvsedragernes hemmelighed", "Blodspor i Transsylvanien" og "Bøvl med bandagerne". I hver eneste bog kommer den mærkelige, men dog tæt-knyttede, gruppe vidt omkring, og kommer igennem mange utrolige eventyr sammen. De kommer til Kina, Ægypten, Transsylvanien, Mallorca og andre spændende steder.